# Den tilsandede kirke

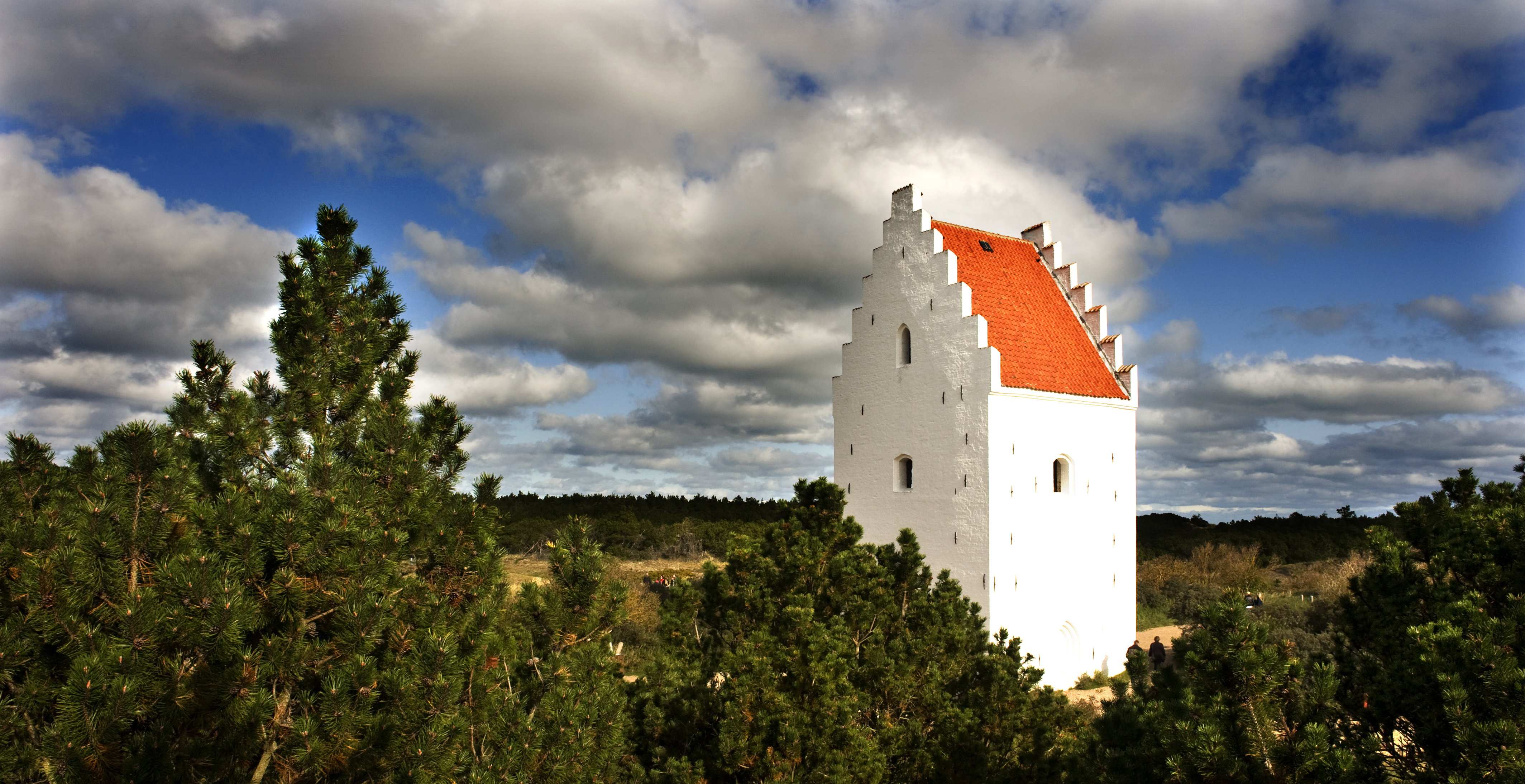
De toren met de dennenbomen die het duinzand vastlegden

Den tilsandede kirke (Nederlands: De verzande kerk) is de naam voor de toren van een voormalige 13e-eeuwse Deense kerk, die vanaf 1775 onder het duinzand is ondergestoven. De kerk is gelegen op ongeveer een kilometer ten zuidoosten van het stadje Skagen, in het uiterste noorden van het land.
De kerk draagt de naam van de beschermheilige van de zeelieden, Sint-Laurentius. Het duinzand van het nabijgelegen Kirkeklit duin, onderdeel van het grotere duingebied Skagen Odde, bedreigde eeuwenlang de kerk, en bereikte die in 1775. Het gebeurde diverse keren dat de kerkgangers het zand moesten weggraven om binnen te komen. Het opgejaagde zand begroef de Sint-Laurentiuskerk uiteindelijk nagenoeg compleet. In 1795 werd besloten de parochiekerk af te breken. Enkel de in de negentiende eeuw wit geverfde toren, die op koninklijk bevel bleef staan als baken voor de scheepvaart, is nog zichtbaar, vandaag de dag deels omgeven door dennenbomen. Deze aanplant van bomen bracht het duin naderhand tot staan.